# Mike Di Meglio
Mickaël Teddy Di Meglio, conegut com a Mike Di Meglio   (Tolosa, 17 de gener de 1988), és un pilot de motociclisme occità d'origen italià que va guanyar el Campionat del Món de 125cc del 2008 amb una Derbi. Més tard, el 2022, va guanyar també el Campionat del Món de Resistència amb un equip francès d'Honda.

## Carrera esportiva

### 125cc (2003-2008)

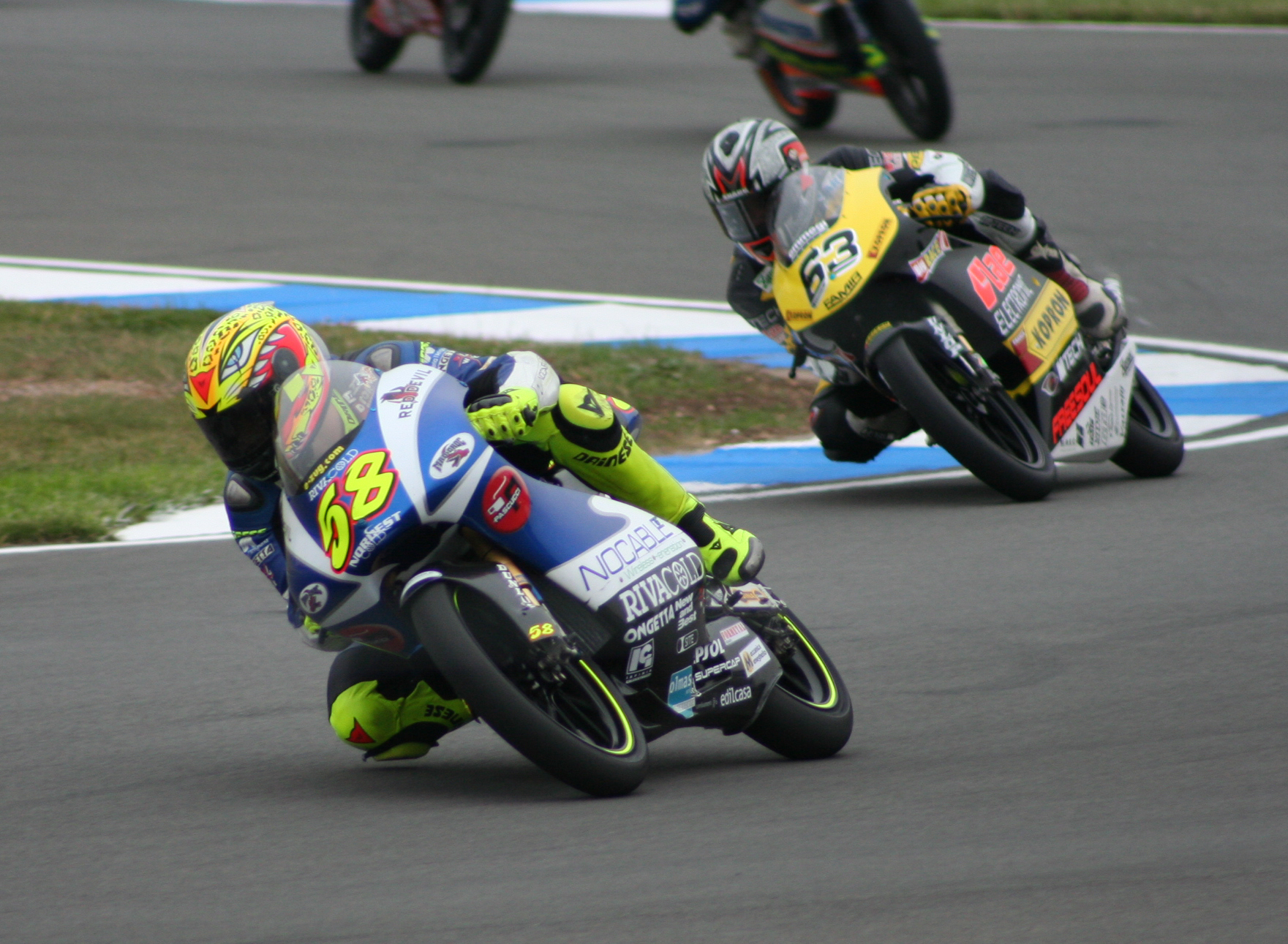
Darrere de Marco Simoncelli a la cursa de 125cc de Donington Park del 2005

D'ascendència siciliana (el seu avi patern era nascut a Lentini, a la província de Siracusa), Di Meglio va debutar en Gran Premi a la categoria de 125cc el 2003. Després de començar la temporada amb una Aprilia RS 125 R de l'equip Freesoul Racing, a partir del Gran Premi del Brasil va fitxar per l'equip Metasystem Racing Service i va continuar amb una Honda RS 125 R. El 2004 va passar a l'equip Globet.com Racing i va acabar la temporada al lloc divuitè. Aquell any, a més, va córrer una cursa del Campionat d'Itàlia (CIV) de 125cc al Misano World Circuit Marco Simoncelli com a comodí sense punts i hi obtingué la pole position i la segona volta ràpida en cursa.
El 2005 va passar a l'equip Kopron Racing World com a company de Fabrizio Lai; aquell any obtingué la seva primera victòria en Gran Premi al GP de Turquia i un segon lloc i acabà la temporada en onzè lloc. El 2006 va passar a l'equip FFM Honda Grand Prix 125 i el 2007 al Kopron Team Scot, ambdues temporades aconseguint resultats discrets.
El 2008 va passar a l'equip Ajo Motorsport com a company d'equip de Dominique Aegerter. Fou aquell any que va guanyar el campionat mundial per davant de Simone Corsi i Gábor Talmácsi després d'aconseguir quatre victòries, quatre segons llocs i un de tercer.

### 250cc (2009-2013)

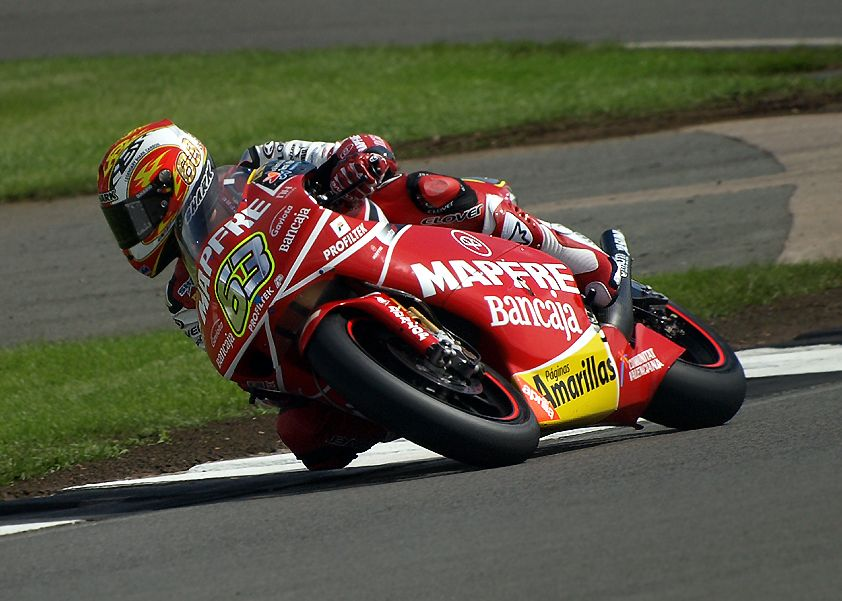
A la cursa de 250cc de Donington Park el 2009

El 2009 va passar a la categoria dels 250cc amb l'equip Aprilia Mapfre Aspar, aconseguint un segon lloc i un de tercer i acabant la temporada en vuitè lloc. El 2010 va continuar al mateix equip, ara a la nova categoria de Moto2 que substituïa els 250cc, com a company de Julián Simón. Va començar la temporada amb una RSV i després va passar a pilotar una Suter MMX. Va acabar la temporada al vintè lloc.
El 2011 va passar a l'equip Tech 3 Racing, amb Bradley Smith de company. El 2012 va començar la temporada a l'equip S/Master Speed Up, però al Gran Premi d'Itàlia i durant els dos Grans Premis següents va substituir el lesionat Alexander Lundh a l'equip Cresto Guide MZ Racing i a partir del Gran Premi de San Marino va córrer amb la Kalex de l'equip Kiefer Racing com a substitut del lesionat Max Neukirchner. El 2013 va passar a l'equip JiR Moto2 amb una TSR 6 etiquetada amb la marca MotoBi a efectes del campionat de constructors. Va acabar la temporada abans d'hora a causa d'una fractura de sacre patida al Gran Premi de la República Txeca.

### MotoGP (2014-2016)
El 2014 va pujar a MotoGP amb una moto desenvolupada per l'equip Avintia Racing amb Héctor Barberá de company. El 2015 va romandre a l'equip però va canviar de moto, ara amb una Ducati Desmosedici GP14. El 2016 va ser contractat com a pilot de proves per Aprilia per a desenvolupar la RS-GP.

### Resistència, Supersport i MotoE (2017-Actualitat)

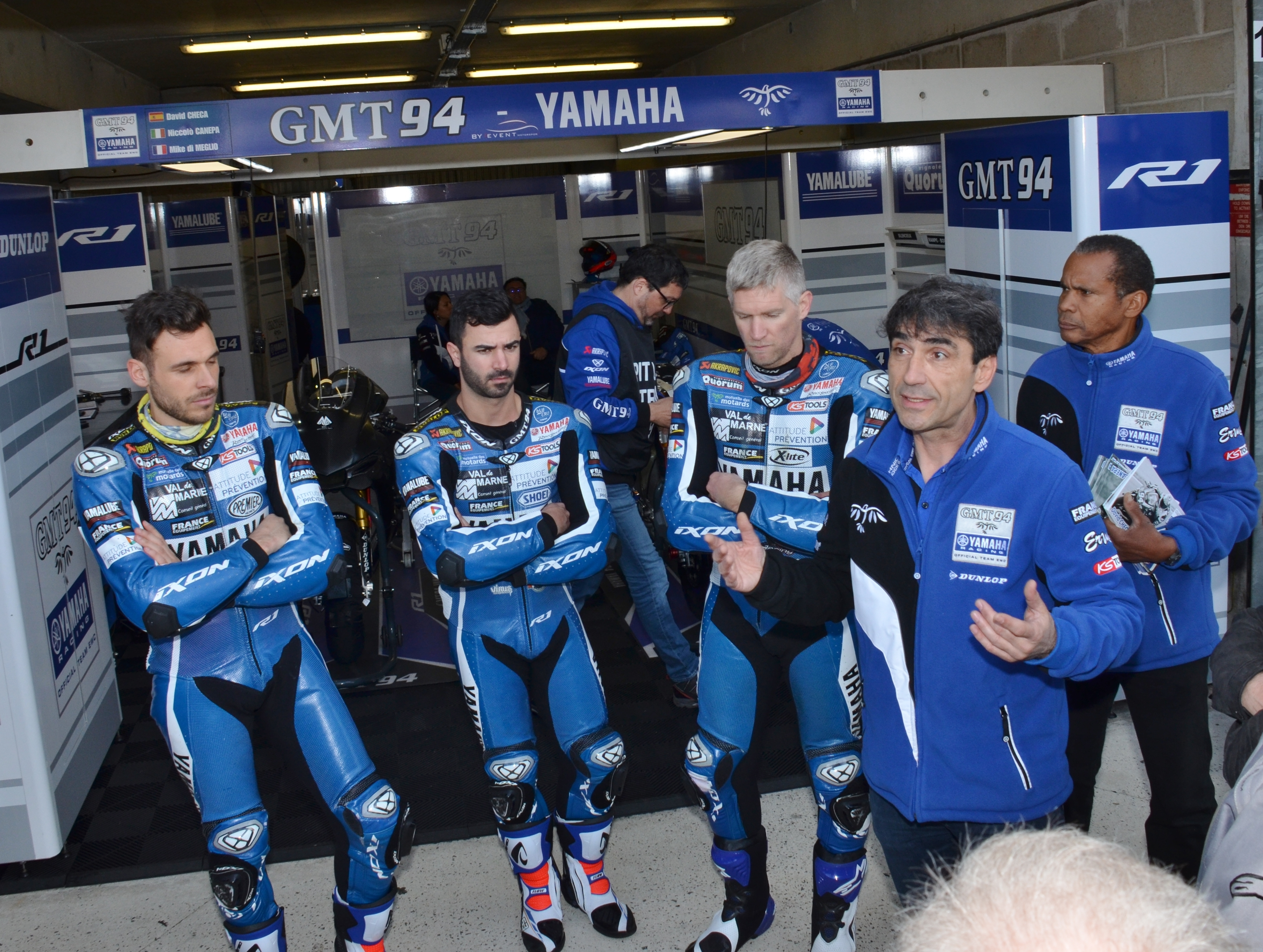
L'equip GMT94 a les 24 H de Le Mans del 2017. D'esquerra a dreta: Canepa, Di Meglio i Checa.

El 2017, Di Meglio va fitxar per l'equip GMT94 Yamaha per a competir al Campionat del Món de Resistència amb la Yamaha YZF-R1 al costat de David Checa i Niccolò Canepa. En el seu debut en aquest campionat va contribuir a guanyar les 24 Hores de Le Mans, les 8 Hores d'Oschersleben, les 8 Hores de SlovakiaRing i el Bol d'Or. Va acabar el campionat en segona posició final. El 2018 va romandre a l'equip i va passar a córrer també al Campionat del Món de Supersport amb una Yamaha YZF-R6. Al mundial de resistència hi tornà a acabar segon i va tornar a guanyar el Bol d'Or.
El 2019 va acabar tercer al mundial de resistència i va tornar al mundial de velocitat en participar en la copa del món de MotoE amb l'equip EG 0,0 Marc VDS. Va obtenir una victòria (Gran Premi d'Àustria) i un tercer lloc i va acabar la temporada en cinquena posició final. El 2020 va romandre al mateix equip i va aconseguir dos segons llocs, tancant la temporada en quarta posició final.
El 2022 va guanyar el mundial de resistència amb l'equip F.C.C. Technical Sports Racing Honda France als comandaments d'una Honda CBR1000RR-R com a company de Joshua Hook, Gino Rea i Alan Techer.

## Resultats al Mundial de motociclisme
Barem de puntuació de 1993 ençà:
| Posició | 1  | 2  | 3  | 4  | 5  | 6  | 7 | 8 | 9 | 10 | 11 | 12 | 13 | 14 | 15 |
| Punts   | 25 | 20 | 16 | 13 | 11 | 10 | 9 | 8 | 7 | 6  | 5  | 4  | 3  | 2  | 1  |

(Ids. Grans Premis | Llegenda) (Curses en negreta indiquen pole; curses en  itàlica indiquen volta ràpida)
| Any  | Categoria | Moto        | 1      | 2       | 3       | 4        | 5       | 6       | 7       | 8       | 9       | 10      | 11     | 12      | 13      | 14      | 15      | 16      | 17     | 18      | Pos | Pts |
| ---- | --------- | ----------- | ------ | ------- | ------- | -------- | ------- | ------- | ------- | ------- | ------- | ------- | ------ | ------- | ------- | ------- | ------- | ------- | ------ | ------- | --- | --- |
| 2003 | 125cc     | Aprilia     | JPN 22 | RSA 22  | ESP 28  | FRA 17   | ITA Ret | CAT 13  | NED 19  | GBR 15  | GER Ret | CZE 15  | POR    |         |         |         |         |         |        |         | 28è | 5   |
| 2003 | 125cc     | Honda       |        |         |         |          |         |         |         |         |         |         |        | RIO Ret | PAC Ret | MAL 22  | AUS Ret | VAL Ret |        |         | 28è | 5   |
| 2004 | 125cc     | Aprilia     | RSA 5  | ESP Ret | FRA Ret | ITA Ret  | CAT 8   | NED 12  | RIO 12  | GER Ret | GBR 15  | CZE 24  | POR 11 | JPN Ret | QAT     | MAL 17  | AUS 8   | VAL     |        |         | 18è | 41  |
| 2005 | 125cc     | Honda       | ESP 11 | POR 11  | CHN 20  | FRA 4    | ITA Ret | CAT 16  | NED 14  | GBR 2   | GER Ret | CZE 7   | JPN 11 | MAL 11  | QAT 4   | AUS 14  | TUR 1   | VAL Ret |        |         | 11è | 104 |
| 2006 | 125cc     | Honda       | ESP 21 | QAT Ret | TUR Ret | CHN 15   | FRA 27  | ITA Ret | CAT 18  | NED 13  | GBR 16  | GER     | CZE 13 | MAL Ret | AUS 15  | JPN Ret | POR Ret | VAL     |        |         | 25è | 8   |
| 2007 | 125cc     | Honda       | QAT 14 | ESP     | TUR     | CHN 14   | FRA 9   | ITA Ret | CAT 19  | GBR 6   | NED Ret | GER 15  | CZE 20 | SM 13   | POR 16  | JPN 4   | AUS 14  | MAL 14  | VAL 23 |         | 17è | 42  |
| 2008 | 125cc     | Derbi       | QAT 4  | ESP 9   | POR 7   | CHN 2    | FRA 1   | ITA 4   | CAT 1   | GBR 2   | NED 7   | GER 1   | CZE 2  | SM Ret  | INP 10  | JPN 2   | AUS 1   | MAL 5   | VAL 3  |         | 1r  | 264 |
| 2009 | 250cc     | Aprilia     | QAT 3  | JPN Ret | ESP 11  | FRA Ret  | ITA 12  | CAT 14  | NED 11  | GER Ret | GBR 5   | CZE 9   | INP 4  | SM 5    | POR 2   | AUS 5   | MAL Ret | VAL 14  |        |         | 8è  | 107 |
| 2010 | Moto2     | RSV         | QAT 16 | ESP 22  |         |          |         |         |         |         |         |         |        |         |         |         |         |         |        |         | 20è | 34  |
| 2010 | Moto2     | Suter       |        |         | FRA 20  | ITA Ret  | GBR 7   | NED 8   | CAT Ret | GER Ret | CZE 20  | INP 12  | SM Ret | ARA 13  | JPN 18  | MAL 26  | AUS 6   | POR DNQ | VAL 26 |         | 20è | 34  |
| 2011 | Moto2     | Tech 3      | QAT 19 | ESP 26  | POR 9   | FRA Ret  | CAT Ret | GBR 17  | NED Ret | ITA 24  | GER 16  | CZE 15  | INP 27 | SM 16   | ARA 12  | JPN 27  | AUS 9   | MAL 14  | VAL 7  |         | 23è | 30  |
| 2012 | Moto2     | Speed Up    | QAT 7  | ESP Ret | POR Ret | FRA Ret  | CAT Ret | GBR 18  | NED 15  | GER     |         |         |        |         |         |         |         |         |        |         | 22è | 17  |
| 2012 | Moto2     | MZ-RE Honda |        |         |         |          |         |         |         |         | ITA 22  | INP 24  | CZE 16 |         |         |         |         |         |        |         | 22è | 17  |
| 2012 | Moto2     | Kalex       |        |         |         |          |         |         |         |         |         |         |        | SM 18   | ARA 13  | JPN 14  | MAL Ret | AUS 14  | VAL 28 |         | 22è | 17  |
| 2013 | Moto2     | Motobi      | QAT 16 | AME 10  | ESP 19  | FRA 7    | ITA 18  | CAT 12  | NED Ret | GER 24  | INP 20  | CZE Ret | GBR    | SM      | ARA     | MAL     | AUS     | JPN     | VAL    |         | 20è | 19  |
| 2014 | MotoGP    | Avintia     | QAT 17 | AME 18  | ARG 19  | ESP Ret  | FRA 19  | ITA 18  | CAT Ret | NED 20  | GER 22  | INP 12  | CZE 18 | GBR 20  | SM Ret  | ARA 17  | JPN 19  | AUS 14  | MAL 13 | VAL 21  | 25è | 9   |
| 2015 | MotoGP    | Ducati      | QAT 19 | AME Ret | ARG 18  | ESP 22   | FRA Ret | ITA 16  | CAT 14  | NED 18  | GER Ret | INP 17  | CZE 18 | GBR 14  | SM 13   | ARA 20  | JPN 15  | AUS 20  | MAL 18 | VAL Ret | 24è | 8   |
| 2019 | MotoE     | Energica    | GER 3  | AUT 1   | SM1 Ret | SM2 10   | VAL1 10 | VAL2 6  |         |         |         |         |        |         |         |         |         |         |        |         | 5è  | 63  |
| 2020 | MotoE     | Energica    | ESP 10 | ANC 7   | SM 6    | EMI1 Ret | EMI2 6  | FRA1 2  | FRA2 2  |         |         |         |        |         |         |         |         |         |        |         | 4t  | 75  |